# Basine (fille de Chilpéric Ier)
Pour les articles homonymes, voir Basine.
Basine (en latin Basina), fille du roi de Neustrie Chilpéric Ier (~525 et 534-584) et de la reine Audovère (533-580). Elle fut religieuse à l'abbaye Sainte-Croix de Poitiers, et participa à la révolte des nonnes en 589.

## Biographie

### Jeunesse
En 580 une épidémie de dysenterie s'étend à travers la Gaule et affecte le roi tuant tous ses enfants, sauf Basine et ses frères Clovis et Mérovée (ce dernier épouse par la suite Brunehaut). Frédégonde, la troisième épouse de Chilpéric, tente de se débarrasser d'un concurrent à la succession au trône de ses propres enfants en envoyant Clovis à Berny, où l'épidémie était forte. Ceci ne suffit pas à le tuer et elle le fait assassiner avec sa mère, la reine répudiée Audovère.
Pour sa propre sécurité, Basine est envoyée à l'Abbaye Sainte-Croix de Poitiers, mais avant cela elle est violée par les soldats de Frédégonde, perdant son honneur et son héritage. L'abbaye a été fondée par Radegonde, une princesse thuringe esclave devenue l'épouse de Clotaire Ier (le grand-père paternel de Basine) après qu'elle a quitté son mari pour mener une vie religieuse, bénéficiant du soutien ecclésiastique.

### Rébellion monastique
En 589 elle rejoint sa cousine Chrodielde (ou Clothilde), fille de Caribert Ier dans sa rébellion contre l'abbesse de leur monastère, Leubovère, qu'elles accusent de rigueurs excessives avec la communauté et d'immoralité. Le dimanche des Rameaux de cette année-là, Chrodielde mène un groupe de nonnes renégates  qui part de l’abbaye et prend refuge à l'église Saint-Hilaire. Elles y rassemblent une suite d'hommes, pour la plupart des criminels, auxquels Chrodielde ordonne d'enlever l'abbesse. Forçant leur chemin à travers l'abbaye, les hommes se dirigent vers l'église où la nonne a pris refuge. Ils se saisissent par erreur de Justina, la prieure de l’abbaye, qui est aussi la nièce de Grégoire de Tours. Après avoir appris leur erreur, ils reviennent sur leur pas et enlèvent Leubovère. L’abbesse est emprisonnée sous la surveillance de Basine, et les brigands pillent l’abbaye.
Elles en appellent aux rois pour faire condamner Leubovère. Mais ce sont elles qui subissent l'excommunication et se voient sommées de retourner immédiatement dans leur couvent. Finalement pardonnées à l'issue de leur procès, Clothilde reçoit de la reine Brunehilde des domaines sur lesquels elle s'installe, tandis que Basine retrouve sa condition de nonne à Sainte-Croix.

## Fiction

### Roman
- La romancière française Rachilde (1860-1953), dans Le Meneur de louves (Paris, 1905), raconte l'histoire d'amour impossible entre la princesse Basine, traumatisée par son viol et condamnée au couvent, et le jeune guerrier Harog (personnage fictif), veneur du roi, donc meneur de chiens, qui prend la tête de la rébellion et devient « meneur de louves ». Rachilde, influencée par le courant anarchiste, avait elle-même souffert d'une éducation trop stricte dans un couvent pendant son enfance[3].

### Télévision
- 1991 : L'Enfant des loups, téléfilm franco-espagnol de Philippe Monnier, avec Sophie Durin dans le rôle de Basine.

## Sources
- Roger-Xavier Lantéri, Les Mérovingiennes, Paris, Editions Perrin, coll. « Tempus », 2000 (réimpr. 2006), 255 p. (ISBN 978-2-262-02475-8), p. 26-37.